# NGC 663
NGC 663 is een open sterrenhoop in het sterrenbeeld Cassiopeia. Het hemelobject werd in 1783 ontdekt door de Duits-Britse astronome Caroline Herschel.

## Synoniem
- OCL 333